# خانه خلیل‌زاده
خانه خلیل‌زاده مربوط به دوره قاجار است و در اردبیل، میدان عالی قاپو، خیابان انقلاب، روبروی مسجد منصوریه واقع شده و این اثر در تاریخ ۱ مهر ۱۳۸۲ با شمارهٔ ثبت ۱۰۳۴۷ به‌عنوان یکی از آثار ملی ایران به ثبت رسیده است.